# Kotor-klasse fregat
De Kotor- klasse (Joegoslavische benaming: Veliki Patrolni Brod, VPBR) zijn een tweetal lichte fregatten die in de jaren 1980 voor de Joegoslavische marine zijn gebouwd door de Kraljevica-scheepswerf in Socialistische Republiek Kroatië.

## Geschiedenis
De ontwikkeling van de Kotor- klasse begon eind jaren zeventig toen de Joegoslavische marine om een scheepsklasse vroeg die operaties buiten de kustgebieden van Joegoslavië kon uitvoeren en de verouderde torpedobootjagers kon vervangen. Het ontwerpen van de nieuwe scheepsklasse werd in 1982 voltooid bij het Zagreb Instituut voor de Marine. Gebaseerd op de Sovjet Koni-klasse fregatromp, werd de Joegoslavische Kotor- klasse ontworpen en gebouwd met een aangepaste constructie en voorwaartse positionering van de SS-N-2 antischeepsraketten.

## Dienstgeschiedenis
De bouw van de P-33 voor de Joegoslavische marine werd op 29 december 1986 voltooid door de Kraljevica-scheepswerf. Hierna voer deze naar haar eerste haven, de marinebasis Lora in Split. In dienst genomen als Veliki Patrolni Brod (grote patrouilleboot) VPBR-33 'Kotor', werd ze op dezelfde dag geregistreerd op de vlootlijst van de Joegoslavische marine. De P-34, in dienst genomen als VPBR-34 'Pula', werd voltooid op 28 februari 1988 en voegde zich op dezelfde dag bij de vlootlijst van de Joegoslavische marine.
Met het uiteenvallen van Joegoslavië werden op 31 mei 1992 zowel de P-33 als de P-34 verplaatst naar het de "Sava Kovacevic" instituut in Tivat, Montenegro. Later verhuisden ze naar de haven van Bar, waar ze de in dienst traden bij de marine van Servië en Montenegro. In 2006 werden de schepen overgedragen aan de Montenegrijnse marine na de ontbinding van Servië en Montenegro. In 2018 kondigde de Montenegrijnse regering een voornemen aan om de twee schepen te verkopen, waarbij Israël werd aangegeven als een potentiële klant. Sinds september 2019 zijn beide schepen operationeel in de rol van een patrouillevaartuig bij de Montenegrijnse marine op marinebasis Bar.
In 2005 nam de P-34 deel aan de gezamenlijke oefening "Common Horizon" samen met de Italiaanse marine in de haven van Brindisi in Italië. In 2007 nam dit schip deel aan "ADRION 11 LIVEX" in de buurt van de Corfu-eiland onder de vlag van Montenegro.
In 2009 nam de P-34 deel aan twee gezamenlijke oefeningen georganiseerd door Montenegro, waarbij schepen uit de Verenigde Staten en Frankrijk werden uitgenodigd. In 2010 werd geoefend met schepen uit Duitsland en Turkije.
Beide schepen zijn in 2019 uit de vaart genomen en te koop aangeboden.

## Ontwerp
De romp is gemaakt van plaatstaal met een dikte van 3 tot 15 mm. terwijl de bovenbouw is gemaakt van een aluminiumlegering met een dikte van 2 tot 10 mm. De bovenbouw is ontworpen om radarreflectie te verminderen.
De fregatten zijn bewapend met vier raketten, schip-tot-schip P-21 of P-22 (NAVO-aanduiding SS-N-2 Styx). De raketten hebben een gewicht van 2607 kg, een kernkop met een gewicht van 480 kg, een bereik van 8 tot 80 km op een hoogte van 25 of 50 meter, met een snelheid van Mach 0,9. Ze hebben infrarood zelfgeleidingssystemen (P-22) of actieve radargeleiding (P-21).
Voor de luchtverdediging maken de schepen gebruik van OSA-M-raketsystemen (NAVO-aanduiding SA-N-4 Gekko). Het systeem gebruikt de RZ-13-raket. Deze kan effectief doelen vernietigen die op een hoogte van 50-6.000 m vliegen op een afstand van maximaal15 km.

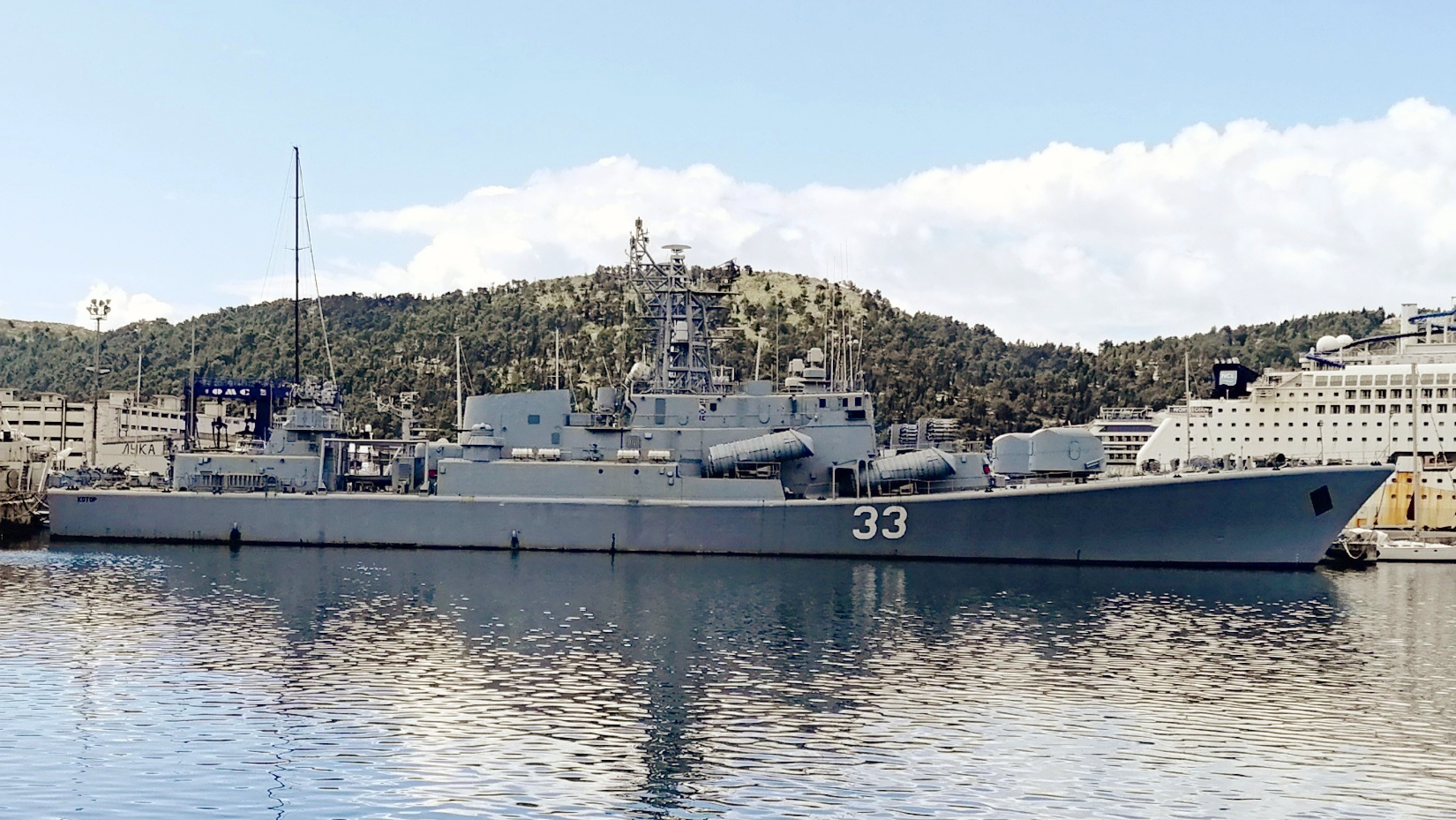
Fregat P-33 van de Kotor-klasse, mei 2021

Het schip heeft twee viervoudige MTU-IV lanceerinrichtingen met vier 9K32 Strela-2 M raketten per stuk. De lanceerinrichtingen kunnen andere, modernere MANPADS typen gebruiken.
De schepen beschikken over twee RBU-6000 twaalfloops raketlanceerinrichtingen voor dieptebommen ter gebruik als onderzeebootbestrijding. Deze dieptebomraketten hebben een bereik van 350 tot 5.500 meter en een maximale doeldiepte van 400 meter.
De fregatten zijn ook bewapend met twee automatische AK-726 kanonnen en twee 30 mm AK-230 kanonnen.

## Gebruikers

### Voormalige gebruikers
- Joegoslavië - 2 schepen, Kotor (RF-33) en Pula (RF-34) (Novi Sad sinds 1992)
- Montenegro - 2 schepen, ex-Kotor (P-33) ex-Pula (P-34) - uit dienst teruggetrokken.[3]

## Schepen in de klasse
| Gebruiker             | Naam            | Bouwer                 | Tewaterlegging   | Ingebruikname    | Status                       |
| --------------------- | --------------- | ---------------------- | ---------------- | ---------------- | ---------------------------- |
| Montenegrijnse marine | P-33 (ex Kotor) | Kraljevica scheepswerf | 21 mei 1985      | 29 december 1986 | Uit dienst getreden in 2019. |
| Montenegrijnse marine | P-35 (ex Pula)  | Kraljevica scheepswerf | 18 december 1985 | 25 maart 1988    | Uit dienst getreden in 2019. |